# Nikolaj Kirk (fodboldspiller)
 Der er flere personer med dette navn, se Nikolaj Kirk.
Nikolaj Hammelsvang Kirk (født 19. marts 1998) er en dansk fodboldspiller, som er på kontrakt i den danske superligaklub FC Midtjylland.

## Karriere
Kirk startede med at spille i Grønbjerg IF som seksårig, sidenhen i Spjald IF, indtil han som U/9-spiller skiftede til Vildbjerg SF.
Han skrev som 15-årig under på sin første kontrakt af en varighed på tre år med FC Midtjylland i marts 2013. I september 2016 skrev han under på en femårig forlængelse af kontrakten.
Den 22. juni skiftede Kirk til Brentford FC på en etårig lejeaftale i sin debutsæson som senior, som året efter blev forlænget til et år yderligere. Nikolaj fik sin debut for Championship holdet d. 17 februar 2019 i en FA-Cup kamp mod Swansea City. Han blev skiftet ind i det 69. minut.
Den 31. marts bliver Nikolaj Kirk tilbagekaldt af FC Midtjylland fra sit lejemål i Brentford FC. Han bliver med det samme lånt ud til den norske Eliteserieklub Stabæk Fotball frem til sommeren 2019.